# Бранка Јовановић (уметник)
Бранка Јовановић (Ниш, 1975)  српска је уметница из Ниша. Дипломирала је вајарство 2003. године на Академији уметности у Новом Саду, у класи Гордане Каљаловић Одановић.
До сада је реализовала седам самосталних изложби и инсталација у јавном простору и узела учешћа на већем броју колектиних изложби. Њене слике се налазе у бројним колекцијама широм света.

## Ликовно стваралаштво
Бранка Јовановић које по мишљењу историчара уметности мајстор уља на платну, акрила на платну и невероватних апстракција. Својим раним опусом квалификовала се као представница актуелног уметничког мишљења у проширеном медијском пољу.
Током десетак година дугог периода најзапаженији сегмент њеног стваралаштва представљале су интервенције и инсталације у јавним и излагачким просторима, док је тек знатно касније сликала и бојени цртеж, као примарне медије у свом раду.
Бранка Јовановић већ петнестак задњих година живота ради на цикусу „Одрази јерусалимског зида“, који чине слике на платну и радови на папиру.  У овом циклусу видљиви су нешто дугачије механизме тумачења стварности, кроз сензибилно приступање наслеђу. У овом циклусу стваралаштво Бранке Јовановић задобија проповедни тон...ранија наглашена амбијентализација за одговор сада има варијације једног истог мотива. Правоугаона поља, интензивних топлих тонова на пруско плавој основи, теку са формата на формат, интонирајући призор необичном врстом процесуалнсти. Насупрот традиционалној минуциозности, уметница наноси боје сликарском шпахтлом, чиме остварује аналогију са градњом зидина.
Позивајучи се на Откровење Јованово које је део Новог завета, уметница актуелизује тему Апокалипсе и градње Новог Јерусалима, по моделу коцке. Ако њене слике представљају покушај транспозиције градње јерусалимског зида, онда њени радови на папиру објашњавају процес његове раздрадње. Наиме, они настају поступком отискивања сликаних наноса, „што умногоме асоцира на „Убрус Св. Веронике” или „Плаштаницу” Христовог лика“, како запажа Долорес Станојевић у тексту који прати ову изложбу.